# Michaël Llodra
Michaël Llodra es un ex-tenista profesional nacido en París, Francia, en 1980. Aunque su especialidad es el dobles, se mantiene en el más alto nivel tanto en competencias de dobles como de individuales. La pareja con su compatriota Fabrice Santoro tuvo mucho éxito en los años 2004 y 2005. Juntos conquistaron el Abierto de Australia y la Tennis Masters Cup Doubles. 

## Biografía
Nació en París, donde su padre Michel jugó en el club de fútbol Paris Saint-Germain. Llodra es zurdo, su estilo de saque y volea se inspira en el de su ídolo, Stefan Edberg.
Contrajo matrimonio con su esposa Camille el 9 de septiembre de 2003, y tienen dos hijos, una hija, Manon (nacida el 23 de marzo de 2004) y un hijo, Teo (nacido el 5 de septiembre de 2007).

## Anécdotas
En vísperas del Masters de Miami en Cayo Vizcaíno Key Biscayne, el tenista croata Ivan Ljubičić había acudido a su taquilla con el fin de preparar su encuentro frente al estadounidense Vincent Spadea. Luego de ducharse, encontró sus cosas en el suelo frente a su taquilla precisamente. Pues ahí se dio cuenta de que la misma no estaba completamente cerrada, Ljubicic abrió las puertas y ahí sucedió la sorpresa: en su interior apareció el tenista francés Michael Llodra desnudo. Esto impactó a Ljubicic, quien comentó: “Me quedé en estado de shock. Al abrir la taquilla Llodra me estaba mirando, yo le miraba a él, y dije: “¿Qué diablos haces aquí?” Si la situación era increíble, no lo fue menos la respuesta del francés: “Me concentro para el partido”, contestó. Así respondía el tenista en la rueda de prensa post-partido. “Son las diez menos diez y tú juegas a las diez en punto”, continúa con el diálogo. “Estaba intentando concentrarme para mi partido”, decía Llodra. El tenista galo le explicó al croata que se concentraba en su taquilla porque “estaba intentando captar tu energía positiva porque estás ganando muchos partidos este año”. [cita requerida]
También en el Abierto de Australia en el año 2004, tras ganar el torneo de dobles masculino nuevamente y por segunda vez junto a Fabrice Santoro, ambos se quitaron sus camisas, zapatos, calcetines, pantalones cortos y calzoncillos verdes, por lo que quedaron festejando calatos, arrojando su ropa a los espectadores. [cita requerida]

## Torneos de Grand Slam

### Dobles

#### Campeón (3)
| Año  | Torneo               | Pareja          | Oponentes en la final      | Resultado             |
| 2003 | Abierto de Australia | Fabrice Santoro | Mark Knowles Daniel Nestor | 6-4, 3-6, 6-3         |
| 2004 | Abierto de Australia | Fabrice Santoro | Bob Bryan Mike Bryan       | 7-6(4), 6-3           |
| 2007 | Wimbledon            | Arnaud Clément  | Bob Bryan Mike Bryan       | 6-7(5), 6-3, 6-4, 6-4 |

#### Finalista (4)
| Año  | Torneo               | Pareja          | Oponentes en la final         | Resultado        |
| 2002 | Abierto de Australia | Fabrice Santoro | Mark Knowles Daniel Nestor    | 6-7(4), 3-6      |
| 2004 | Roland Garros        | Fabrice Santoro | Xavier Malisse Olivier Rochus | 5-7, 5-7         |
| 2008 | Abierto de Australia | Arnaud Clément  | Jonathan Erlich Andy Ram      | 5-7, 6-7(4)      |
| 2013 | Roland Garros        | Nicolas Mahut   | Bob Bryan Mike Bryan          | 4-6, 6-4, 6-7(4) |

## Títulos (30; 5+25)

### Individuales (5)
| Leyenda                  |
| Grand Slam (0)           |
| ATP World Tour Final (0) |
| ATP Masters 1000 (0)     |
| ATP World Tour 500 (1)   |
| ATP World Tour 250 (4)   |

| N.º | Fecha                 | Torneo           | Superficie | Oponente en la final   | Resultado         |
| --- | --------------------- | ---------------- | ---------- | ---------------------- | ----------------- |
| 1.  | 14 de junio de 2004   | 's-Hertogenbosch | Césped     | Guillermo Coria        | 6-3 6-4           |
| 2.  | 6 de enero de 2008    | Adelaida         | Dura       | Jarkko Nieminen        | 6-3 6-4           |
| 3.  | 24 de febrero de 2008 | Róterdam         | Carpeta    | Robin Söderling        | 6-7(3) 6-3 7-6(4) |
| 4.  | 21 de febrero de 2010 | Marsella         | Dura       | Julien Benneteau       | 6-3 6-4           |
| 5.  | 19 de junio de 2010   | Eastbourne       | Césped     | Guillermo García-López | 7-5 6-2           |

#### Finalista en individuales (5)
| N.º | Fecha                 | Torneo           | Superficie | Oponente en la final  | Resultado   |
| --- | --------------------- | ---------------- | ---------- | --------------------- | ----------- |
| 1.  | 5 de enero de 2004    | Adelaida         | Dura       | Dominik Hrbaty        | 4-6, 0-6    |
| 2.  | 13 de junio de 2005   | 's-Hertogenbosch | Césped     | Mario Ančić           | 5-7, 4-6    |
| 3.  | 16 de febrero de 2009 | Marsella         | Dura       | Jo-Wilfried Tsonga    | 5-7, 6-7(3) |
| 4.  | 26 de octubre de 2009 | Lyon             | Carpeta    | Ivan Ljubičić         | 5-7, 3-6    |
| 5.  | 26 de febrero de 2012 | Marsella         | Dura       | Juan Martín Del Potro | 4-6, 4-6    |

### Clasificación en torneos del Grand Slam
| Torneo          | 2012 | 2011 | 2010 | 2009 | 2008 | 2007 | 2006 | 2005 | 2004 | 2003 | 2002 | 2001 | 2000 | Acumulado |
| --------------- | ---- | ---- | ---- | ---- | ---- | ---- | ---- | ---- | ---- | ---- | ---- | ---- | ---- | --------- |
| Australian Open | 3r   | 2r   | 2r   | 1r   | 1r   | 1r   | 1r   | 1r   | -    | 1r   | 1r   | -    | 2r   | 0         |
| Roland Garros   | 2r   | 1r   | 1r   | 1r   | 4r   | 3r   | 1r   | 1r   | 4r   | 1r   | 1r   | 1r   | 1r   | 0         |
| Wimbledon       | 1r   | 4r   | 2r   | 2r   | 1r   | 2r   | -    | 1r   | 1r   | 2r   | 1r   | 1r   | 2r   | 0         |
| US Open         | 1r   | 2r   | 3r   | 1r   | 2r   | 2r   | -    | 1r   | 4r   | -    | 2r   | -    | -    | 0         |

### Dobles (26)
| Leyenda                         |
| Grand Slam (3)                  |
| ATP Wourld Tour Finals (1)      |
| ATP Masters 1000 World Tour (3) |
| ATP World Tour 500 series (5)   |
| ATP World Tour 250 series (14)  |

| N.º | Fecha                  | Torneo             | Superficie    | Pareja           | Oponentes en la final                | Resultado             |
| 1.  | 1 de mayo de 2000      | Mallorca           | Tierra batida | Diego Nargiso    | Alberto Martín Fernando Vicente      | 7-6(2), 7-6(3)        |
| 2.  | 13 de enero de 2003    | Australian Open    | Dura          | Fabrice Santoro  | Mark Knowles Daniel Nestor           | 6-4, 3-6, 6-3         |
| 3.  | 19 de enero de 2004    | Australian Open    | Dura          | Fabrice Santoro  | Bob Bryan Mike Bryan                 | 7-6(4), 6-3           |
| 4.  | 23 de agosto de 2004   | Long Island        | Dura          | Antony Dupuis    | Yves Allegro Michael Kohlmann        | 6-7(4), 3-6           |
| 5.  | 25 de octubre de 2004  | San Petersburgo    | Moqueta       | Arnaud Clément   | Dominik Hrbaty Jaroslav Levinsky     | 6-3, 6-2              |
| 6.  | 2 de mayo de 2005      | Roma TMS           | Tierra batida | Fabrice Santoro  | Bob Bryan Mike Bryan                 | 6-4, 6-2              |
| 7.  | 3 de octubre de 2005   | Metz               | Dura          | Fabrice Santoro  | José Acasuso Sebastián Prieto        | 6-2, 3-6, 6-4(4)      |
| 8.  | 24 de octubre de 2005  | Lyon               | Moqueta       | Fabrice Santoro  | Jeff Coetzee Rogier Wassen           | 6-3, 6-1              |
| 9.  | 7 de noviembre de 2005 | Tennis Masters Cup | Moqueta       | Fabrice Santoro  | Leander Paes Nenad Zimonjić          | 6-7(6), 6-3, 7-6(4)   |
| 10. | 5 de noviembre de 2006 | París TMS          | Moqueta       | Arnaud Clément   | Fabrice Santoro Nenad Zimonjić       | 7-6(4), 6-2           |
| 11. | 11 de febrero de 2007  | Marsella           | Moqueta       | Arnaud Clément   | Mark Knowles Daniel Nestor           | 7-5, 4-6, 10-8        |
| 12. | 9 de julio de 2007     | Wimbledon          | Césped        | Arnaud Clément   | Bob Bryan Mike Bryan                 | 6-7(5), 6-3, 6-4, 6-4 |
| 13. | 1 de octubre de 2007   | Metz               | Dura          | Arnaud Clément   | Mariusz Fyrstenberg Marcin Matkowski | 6-1, 6-4              |
| 14. | 3 de marzo de 2008     | Las Vegas          | Dura          | Julien Benneteau | Bob Bryan Mike Bryan                 | 6-4, 4-6, 10-8        |
| 15. | 5 de octubre de 2008   | Metz               | Dura          | Arnaud Clément   | Mariusz Fyrstenberg Marcin Matkowski | 5-7, 6-3, 10-8        |
| 16. | 26 de octubre de 2008  | Lyon               | Moqueta       | Andy Ram         | Stephen Huss Ross Hutchins           | 6-3, 5-7,, 10-8       |
| 17. | 20 de febrero de 2009  | Marsella           | Dura (i)      | Arnaud Clément   | Julian Knowle Andy Ram               | 3-6, 6-3, 10-8        |
| 18. | 21 de febrero de 2010  | Marsella           | Dura (i)      | Julien Benneteau | Julian Knowle Robert Lindstedt       | 6-4, 6-3              |
| 19. | 7 de agosto de 2011    | Washington         | Dura          | Nenad Zimonjic   | Robert Lindstedt Horia Tecau         | 6-7(3), 7-6(6), 10-7  |
| 20. | 14 de agosto de 2011   | Montreal M1000     | Dura          | Nenad Zimonjic   | Bob Bryan Mike Bryan                 | 6-4, 6-7(5), 10-5     |
| 21. | 9 de octubre de 2011   | Pekín              | Dura          | Nenad Zimonjic   | Robert Lindstedt Horia Tecau         | 7-6(2), 7-6(4)        |
| 22. | 6 de noviembre de 2011 | Basilea            | Dura (i)      | Nenad Zimonjic   | Daniel Nestor Max Mirnyi             | 6-4, 7-5              |
| 23. | 19 de febrero de 2012  | Róterdam           | Dura (i)      | Nenad Zimonjic   | Robert Lindstedt Horia Tecau         | 4-6, 7-5, 16-14       |
| 24. | 10 de febrero de 2013  | Montpellier        | Dura (i)      | Marc Gicquel     | Johan Brunström Raven Klaasen        | 6-3, 3-6, [11-9]      |
| 25. | 2 de marzo de 2013     | Dubái              | Dura          | Mahesh Bhupathi  | Robert Lindstedt Nenad Zimonjić      | 7-6(6), 7-6(6)        |
| 26. | 16 de febrero de 2014  | Róterdam           | Dura          | Nicolas Mahut    | Jean-Julien Rojer Horia Tecau        | 6-2, 7-6(4)           |

### Finalista en dobles (22)
- 2002: Australian Open (con Fabrice Santoro pierden ante Mark Knowles y Daniel Nestor)
- 2002: Los Ángeles (con Justin Gimelstob pierden ante Sébastien Grosjean y Nicolas Kiefer)
- 2003: Montecarlo TMS (con Fabrice Santoro pierden ante Mahesh Bhupathi y Max Mirnyi)
- 2003: Roma TMS (con Fabrice Santoro pierden ante Wayne Arthurs y Paul Hanley)
- 2003: Metz (con Fabrice Santoro pierden ante Julien Benneteau y Nicolas Mahut)
- 2003: París TMS (con Fabrice Santoro pierden ante Wayne Arthurs y Paul Hanley)
- 2003: Tennis Masters Cup (con Fabrice Santoro pierden ante Bob Bryan y Mike Bryan)
- 2004: Adelaida (con Arnaud Clément pierden ante Bob Bryan y Mike Bryan)
- 2004: Roland Garros (con Fabrice Santoro pierden ante Xavier Malisse y Olivier Rochus)
- 2005: Sídney (con Arnaud Clément pierden ante Mahesh Bhupathi y Todd Woodbridge)
- 2005: Hamburgo TMS (con Fabrice Santoro pierden ante Jonas Björkman y Max Mirnyi)
- 2007: Bangkok (con Nicolas Mahut pierden ante Sonchat Ratiwatana y Sanchai Ratiwatana)
- 2007: Estocolmo (con Arnaud Clément pierden ante Jonas Björkman y Max Mirnyi)
- 2008: Australian Open (con Arnaud Clément pierden ante Jonathan Erlich y Andy Ram)
- 2009: Metz (junto a Arnaud Clément pierden ante Colin Fleming y Ken Skupski)
- 2010: Toronto M1000 (junto a Julien Benneteau pierden ante Bob Bryan y Mike Bryan)
- 2011: Róterdam (junto a Nenad Zimonjić pierden ante Philipp Petzschner y Jurgen Melzer)
- 2011: Madrid M1000 (junto a Nenad Zimonjić pierden ante Bob Bryan y Mike Bryan)
- 2011: Cincinnati M1000 (junto a Nenad Zimonjić pierden ante Leander Paes y Mahesh Bhupathi)
- 2011: Shanghai M1000 (junto a Nenad Zimonjić pierden ante Max Mirnyi y Daniel Nestor)
- 2012: Juegos Olímpicos Londres 2012 (con Jo-Wilfried Tsonga pierden ante Bob Bryan y Mike Bryan)
- 2013: Roland Garros (con Nicolas Mahut pierden ante Bob Bryan y Mike Bryan)

### Juegos Olímpicos

#### Medalla de plata (1)
| Año  | Torneo                           | Superficie | Vencedor             | Resultado   |
| 2012 | 'Juegos Olímpicos 2012', Londres | Hierba     | Bob Bryan Mike Bryan | 6-4, 7-6(2) |

### Challengers (5)
| N.º | Fecha                    | Torneo    | Superficie | Oponente en la final | Resultado |
| --- | ------------------------ | --------- | ---------- | -------------------- | --------- |
| 1.  | 22 de enero de 2001      | Heilbronn | Carpeta    | Goran Ivanišević     | 6-3 6-4   |
| 2.  | 29 de enero de 2001      | Hamburgo  | Carpeta    | Jan Vacek            | 6-4 6-3   |
| 3.  | 30 de septiembre de 2002 | Grenoble  | Dura       | Irakli Labadze       | 6-4 6-3   |
| 4.  | 25 de septiembre de 2006 | Grenoble  | Dura       | Nicolas Tourte       | 6-2 6-2   |
| 5.  | 16 de octubre de 2006    | Kolding   | Dura       | Raemon Sluiter       | 6-4 6-4   |